# Una lampadina per Kimbau
Una lampadina per Kimbau è una raccolta di lettere e di scritti da Chiara Castellani che narrano le sue esperienze di medico missionario in Nicaragua e successivamente in Africa, nello Zaire, l'attuale Repubblica Democratica del Congo.

## Prefazione
Il libro si apre con una breve presentazione di Mariapia Bonanate che scrive della vita e delle principali esperienze di Chiara Castellani. In questa prefazione sono anche esplicati in modo sintetico tutti i motivi per cui la dottoressa Castellani ha deciso di vivere e di aiutare quella che definisce la sua gente. Al primo posto vi è l'aiuto di Dio, unico sostegno della sofferenza dell'autrice; al secondo posto vi è il fatto di aver compreso che ogni persona deve partecipare nei modi e nei luoghi dove è chiamata al processo storico che la coinvolge, ovvero nel suo caso il divenire un medico missionario in America Latina ed in Africa. Ovviamente subentra un terzo motivo, ovvero l'aver capito che stare con gli ultimi per amarli ed aiutarli significa stare con Dio.

## Capitoli più significativi

### Una città martire
Nella città di Kenge l'esercito di Mobutu, presidente-dittatore dello Zaire, prima di essere sconfitto dal nuovo "liberatore" Kabila riceve l'ordine di organizzare un massacro. La città viene interamente rasa al suolo ed i suoi abitanti massacrati dalle bombe e dai fucili del dittatore. Il disastro potrebbe essere dovuto alla partecipazione emotiva della popolazione all'avanzata di Kabila od anche alla partecipazione diretta ed indiretta allo scontro nello Zaire di due grandi potenze: la Francia dalla parte di Mobuto e gli Stati Uniti d'America con Kabila. Viene anche sottolineata la predominanza della multinazionali straniere nell'economia locale, una delle probabili cause della povertà di questo paese.

### Dopo l'uragano
Questa volta l'episodio è ambientato in Nicaragua dove la cittadina di Waslala subisce il passaggio di un uragano. L'autrice rimane impressionata dal disastro naturale: strade irriconoscibili, fiumi rossi di fango, villaggi distrutti. Allo stesso tempo è stupita dall'incredibile voglia dei campesini (i contadini), di andare avanti nella vita, di non arrendersi per un grave disastro. Ho imparato qui in Nicaragua che ogni giorno è come il primo giorno, insomma non bisogna mai pensare al passato, a ciò che ormai non c'è più, ma al futuro, o meglio ad ogni singolo giorno, sapendosi adattare alle situazioni del momento.

## I problemi dell'Africa
Molti altri capitoli raccontano storie struggenti come quella di Odon, ragazzo nello Zaire in cura all'ospedale di Kenge, che per mancanza di denaro non ha ricevuto cure sufficienti che lo hanno portato a una gangrena ed in seguito alla morte. In Zaire scuole ed ospedali non sono servizi offerti dallo stato, ma sono pagati dai cittadini. Gli abitanti meno abbienti, senza denaro a causa degli stipendi miseri, sono ulteriormente impoveriti dai saccheggi da parte dei militari. Il capitolo prosegue con le opinioni dell'autrice riguardo alle cause della povertà africana e alle possibili sue soluzioni.